# Јасика (Крушевац)
Јасика је насељено место града Крушевца у Расинском округу. Према попису из 2022. било је 1537 становника (према попису из 1991. било је 2063 становника).

## Историја
До Другог српског устанка Јасика се налазила у саставу Османског царства. Након Другог српског устанка Јасика улази у састав Кнежевине Србије и административно је припадала Јагодинској нахији и Темнићској кнежини све до 1834. године када је Србија подељена на сердарства.
У селу се налази мост који Јасику и околна места с леве стране Западне Мораве повезује с градским насељем. Изграђен је 1928. године, а порушен 15. априла 1999. током бомбардовања НАТО авијације. Обновљен је и за саобраћај поново отворен 15. октобра наредне године.

## Демографија
У насељу Јасика живи 1662 пунолетна становника, а просечна старост становништва износи 40,6 година (39,4 код мушкараца и 41,8 код жена). У насељу има 587 домаћинстава, а просечан број чланова по домаћинству је 3,47.
Ово насеље је великим делом насељено Србима (према попису из 2002. године).
|  |

| Демографија | Демографија | Демографија |
| Година      | Становника  | Становника  |
| ----------- | ----------- | ----------- |
| 1948.       | 1.282       |             |
| 1953.       | 1.367       |             |
| 1961.       | 1.540       |             |
| 1971.       | 1.702       |             |
| 1981.       | 1.993       |             |
| 1991.       | 2.063       | 2.025       |
| 2002.       | 2.040       | 2.108       |

| Етнички састав према попису из 2002.‍ | Етнички састав према попису из 2002.‍ | Етнички састав према попису из 2002.‍ | Етнички састав према попису из 2002.‍ | Етнички састав према попису из 2002.‍ |
| ------------------------------------ | ------------------------------------ | ------------------------------------ | ------------------------------------ | ------------------------------------ |
|                                      |                                      |                                      |                                      |                                      |
| Срби                                 | Срби                                 |                                      | 2.006                                | 98,33%                               |
| Роми                                 | Роми                                 |                                      | 17                                   | 0,83%                                |
| Црногорци                            | Црногорци                            |                                      | 4                                    | 0,19%                                |
| Македонци                            | Македонци                            |                                      | 4                                    | 0,19%                                |
| Хрвати                               | Хрвати                               |                                      | 1                                    | 0,04%                                |
| Руси                                 | Руси                                 |                                      | 1                                    | 0,04%                                |
| Муслимани                            | Муслимани                            |                                      | 1                                    | 0,04%                                |
| Бугари                               | Бугари                               |                                      | 1                                    | 0,04%                                |
| непознато                            | непознато                            |                                      | 3                                    | 0,14%                                |

| Јасика у пописима Јагодинске нахије — од 1818. до 1829.                           |       |       |       |       |       |       |          |       |       |       |       |       |
| Година пописа                                                                     | 1818. | 1819. | 1820. | 1821. | 1822. | 1823. | 1824/25. | 1825. | 1826. | 1827. | 1828. | 1829. |
| Куће                                                                              | 65    | 64    | 64    | 62    | 59    | 77    | 74       | 77    | 87    | 100   | 106   | 102   |
| Пореске главе*                                                                    | -     | 62    | 68    | 65    | 64    | 83    | 80       | 79    | 81    | 85    | 97    | 96    |
| Арачке главе**                                                                    | 134   | 136   | 143   | 139   | 139   | 161   | 176      | 210   | 188   | 230   | 252   | 230   |
| *Пореске главе = Ожењени мушкарци \| ** Арачке главе = Мушкарци од 7 до 70 година |       |       |       |       |       |       |          |       |       |       |       |       |

| Година пописа     | 1948. | 1953. | 1961. | 1971. | 1981. | 1991. | 2002. |
| ----------------- | ----- | ----- | ----- | ----- | ----- | ----- | ----- |
| Број домаћинстава | 262   | 295   | 364   | 424   | 517   | 546   | 587   |

| Број чланова      | 1  | 2   | 3   | 4   | 5  | 6  | 7  | 8 | 9 | 10 и више | Просек |
| ----------------- | -- | --- | --- | --- | -- | -- | -- | - | - | --------- | ------ |
| Број домаћинстава | 62 | 130 | 110 | 137 | 79 | 47 | 17 | 3 | 1 | 1         | 3,47   |

| Пол    | Укупно | Неожењен/Неудата | Ожењен/Удата | Удовац/Удовица | Разведен/Разведена | Непознато |
| ------ | ------ | ---------------- | ------------ | -------------- | ------------------ | --------- |
| Мушки  | 851    | 242              | 546          | 38             | 25                 | 0         |
| Женски | 891    | 171              | 555          | 129            | 36                 | 0         |
| УКУПНО | 1.742  | 413              | 1.101        | 167            | 61                 | 0         |

| Пол    | Укупно                    | Пољопривреда, лов и шумарство | Рибарство                            | Вађење руде и камена | Прерађивачка индустрија       |
| ------ | ------------------------- | ----------------------------- | ------------------------------------ | -------------------- | ----------------------------- |
| Мушки  | 400                       | 27                            | 0                                    | 0                    | 195                           |
| Женски | 282                       | 22                            | 0                                    | 1                    | 108                           |
| УКУПНО | 682                       | 49                            | 0                                    | 1                    | 303                           |
| Пол    | Производња и снабдевање   | Грађевинарство                | Трговина                             | Хотели и ресторани   | Саобраћај, складиштење и везе |
| Мушки  | 8                         | 16                            | 68                                   | 7                    | 11                            |
| Женски | 0                         | 6                             | 52                                   | 6                    | 4                             |
| УКУПНО | 8                         | 22                            | 120                                  | 13                   | 15                            |
| Пол    | Финансијско посредовање   | Некретнине                    | Државна управа и одбрана             | Образовање           | Здравствени и социјални рад   |
| Мушки  | 2                         | 6                             | 17                                   | 11                   | 14                            |
| Женски | 7                         | 4                             | 10                                   | 25                   | 33                            |
| УКУПНО | 9                         | 10                            | 27                                   | 36                   | 47                            |
| Пол    | Остале услужне активности | Приватна домаћинства          | Екстериторијалне организације и тела | Непознато            | Непознато                     |
| Мушки  | 7                         | 0                             | 0                                    | 11                   | 11                            |
| Женски | 2                         | 0                             | 0                                    | 2                    | 2                             |
| УКУПНО | 9                         | 0                             | 0                                    | 13                   | 13                            |